# Skálafell (berg i Island, Västfjordarna)
Skálafell är ett berg i republiken Island. Det ligger i regionen Västfjordarna, 250 km norr om huvudstaden Reykjavík. Toppen på Skálafell är 523 meter över havet.
Trakten runt Skálafell är nära nog obefolkad, med mindre än två invånare per kvadratkilometer. Det finns inga samhällen i närheten.